# Aéroport d'Ivujivik
L'aéroport d'Ivujivik (AITA : YIK, OACI : CYIK) est l'aéroport le plus septentrional du Québec. Il dessert le village nordique d'Ivujivik. Il appartient à Transports Québec et est géré par l'administration régionale Kativik.

## Opérateurs et destinations
| Compagnies | Destinations                                                                             |
| ---------- | ---------------------------------------------------------------------------------------- |
| Air Inuit  | Akulivik, Inukjuak, Kuujjuarapik, Montréal (P.-E.-Trudeau), Puvirnituq, Salluit, Umiujaq |

Édité le 13/04/2025

## Source
- (en) Cet article est partiellement ou en totalité issu de l’article de Wikipédia en anglais intitulé « Ivujivik Airport » (voir la liste des auteurs).